# 46 Хестија
46 Хестија (енгл. 46 Hestia) је астероид главног астероидног појаса. Приближан пречник астероида је 124,14 km,
а средња удаљеност астероида од Сунца износи 2,525 астрономских јединица (АЈ).
Инклинација (нагиб) орбите у односу на раван еклиптике је 2,343 степени, а орбитални период износи 1465,547 дана (4,012 године). Ексцентрицитет орбите астероида износи 0,173.
Апсолутна магнитуда астероида износи 8,36 а геометријски албедо 0,051.
Астероид је откривен 16. августа 1857. године.